# فيليب بروس
فيليب بروس (بالإنجليزية: Phillip Burrows)‏ هو لاعب هوكي الحقل نيوزيلندي، ولد في 25 أبريل 1980 في ويلينغتون في نيوزيلندا.

## وصلات خارجية
- فيليب بروس على موقع الاتحاد الدولي للهوكي (الإنجليزية)
- فيليب بروس على موقع أوليمبيديا (الإنجليزية)
- فيليب بروس على موقع اللجنة الأولمبية النيوزيلندية (الإنجليزية)
- فيليب بروس على موقع اتحاد ألعاب الكومنولث (مؤرشف) (الإنجليزية)